# Grenze zwischen Norwegen und Russland

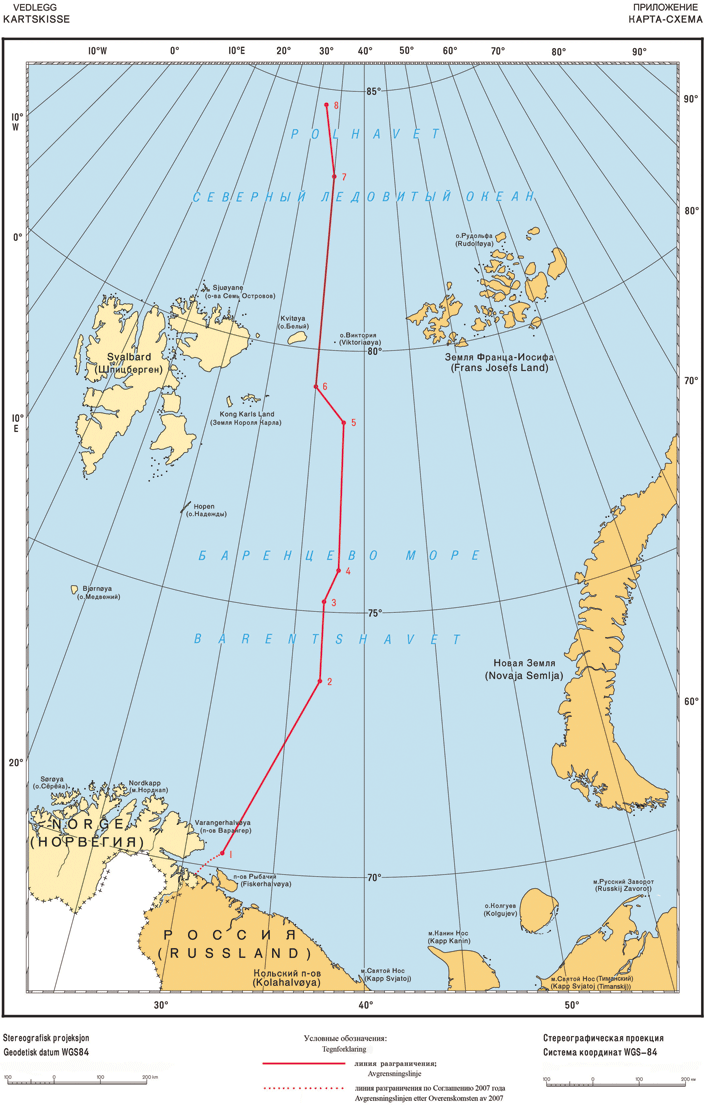
Verlauf der Grenze der Ausschließlichen Wirtschaftsgebiete in der Barentssee

Norwegisch-russischer Grenzverlauf

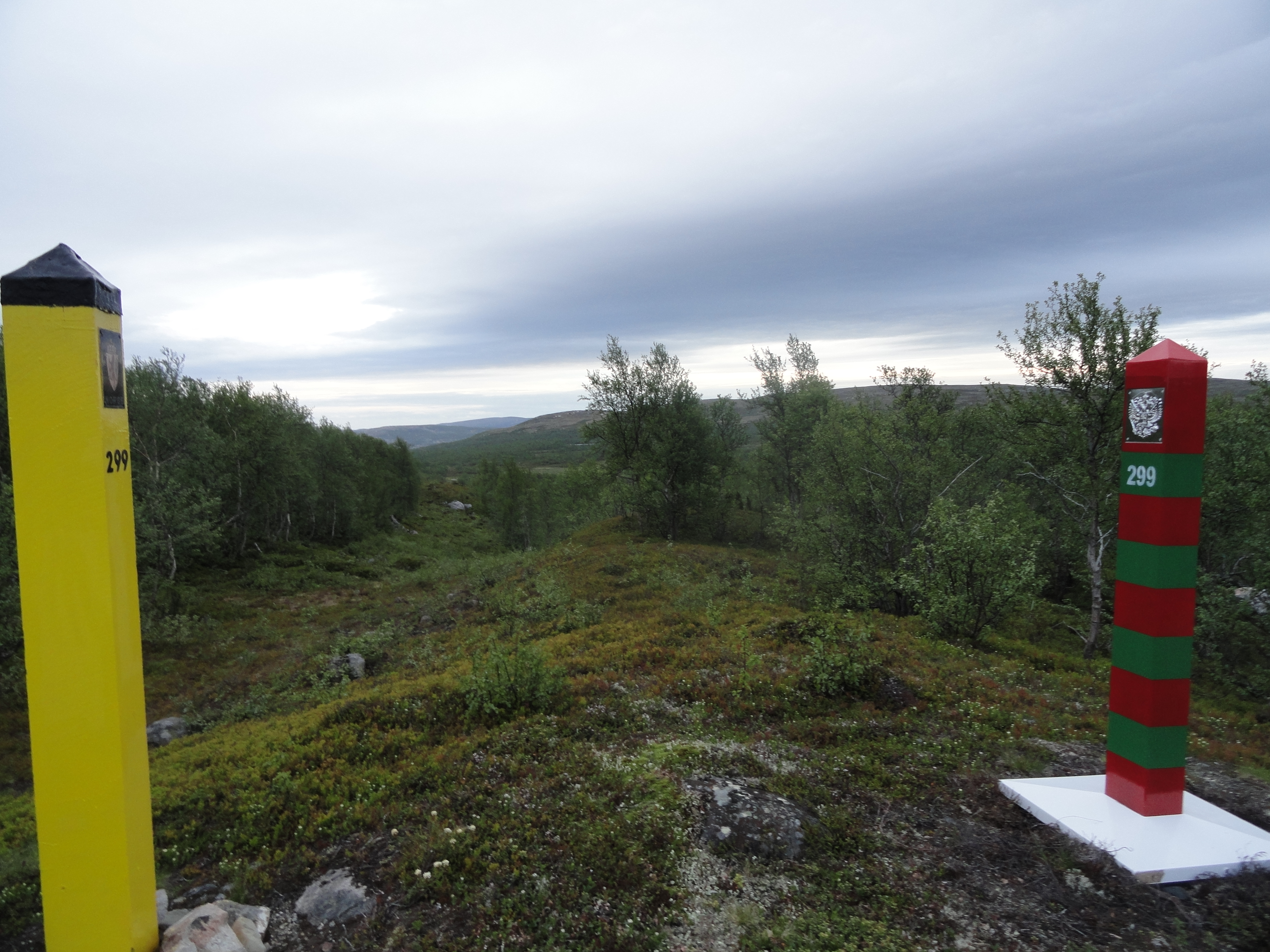
Grenzpfähle: gelb: Norwegen, rot-grün: Russland (2012)

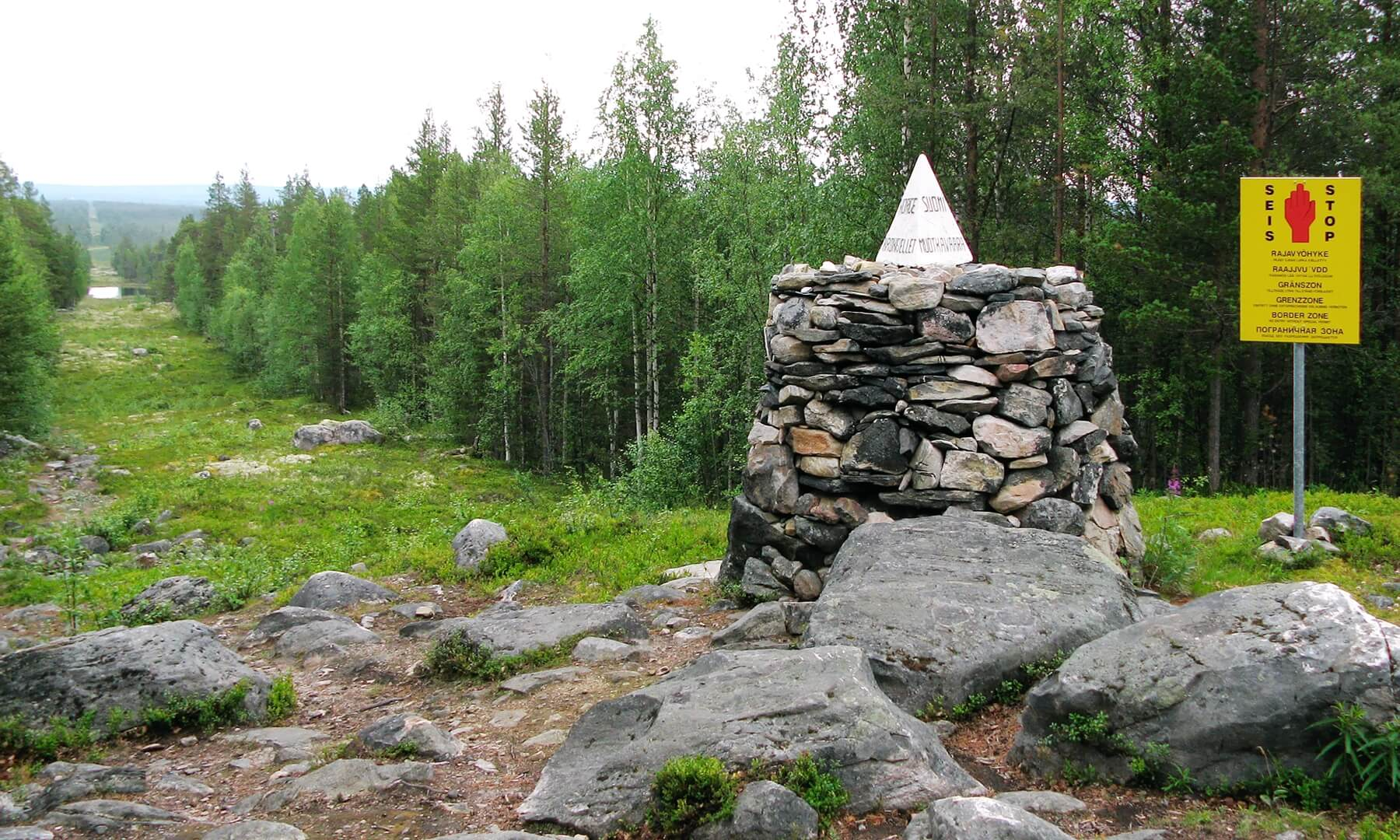
Dreiländereck Norwegen (vorn) / Russland (hinten links) / Finnland (hinten rechts) (2011)

Die Staatsgrenze zwischen Norwegen und Russland (norwegisch russegrensa/russegrensen, russisch Российско-норвежская граница Rossijsko-norweschskaja graniza) besteht aus einer 197,7 km langen Landgrenze zwischen Sør-Varanger, Norwegen, und dem Petschengski rajon (russisch Пе́ченгский райо́н), Russland. Dazu kommt eine 23,2 km lange Seegrenze im Varangerfjord (norwegisch Varangerfjorden, russisch Варангер-фьорд). Es besteht ferner eine Grenze zwischen den ausschließlichen Wirtschaftszonen beider Länder in der Barentssee und im Arktischen Ozean. Zwischen 1944 und 1991 war es die Grenze zwischen Norwegen und der Sowjetunion. Es gibt einen einzigen Grenzübergang an der E105 bei Storskog, Norwegen, und Borissoglebski (russisch Борисоглебский), Russland.
Die norwegische Seite wird von der Garnison aus Sør-Varanger überwacht und unterliegt der Zuständigkeit des norwegischen Grenzkommissars, während die russische Seite von den FSB-Grenztruppen Russlands überwacht wird.

## Grenzverlauf

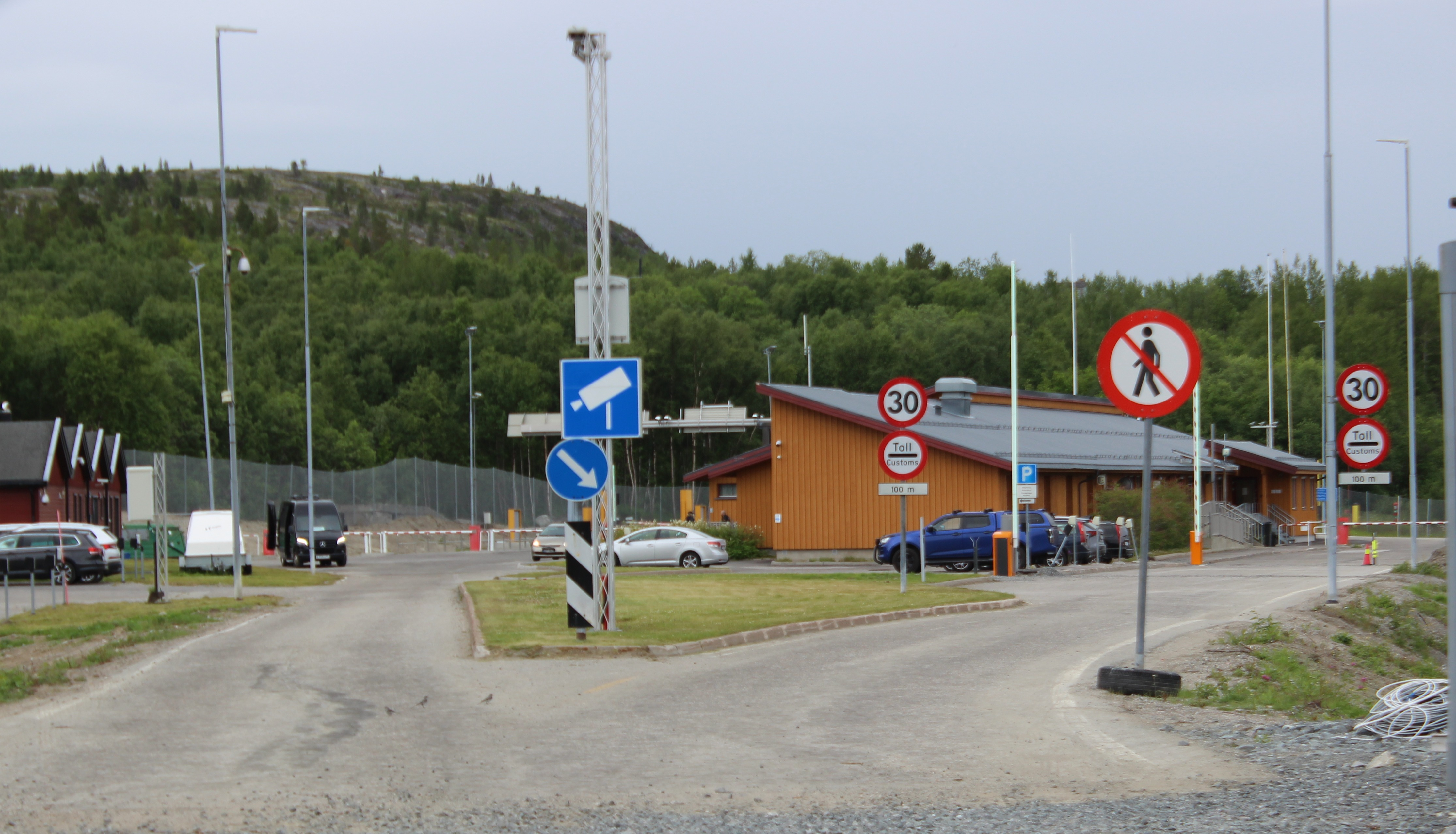
Grenzübergang Storskog

Die Landgrenze nimmt ihren Anfang am Varangerfjord östlich des Kobbholmfjord beim norwegischen Grense Jakobselv mit der König-Oskar-II.-Kapelle und folgt der Jakobselva flussaufwärts nach Süden. Beim Jakobselvvatnet biegt sie nach Westen ab, östlich des Ryssänjärvi wendet sie sich nach Nordwesten bis zum Grenzübergang bei Storskog, umschließt dann das russische Borissoglebski und setzt sich nach Süden zur Skrukkebugta fort. Von dort folgt sie in der Pasvikelva (russisch Паз, Патсойоки, Patsojoki) durch den Bjørnsund und durchläuft den Svanvatn. Sie folgt weiter dem Flusslauf aufwärts zum Langvatn in südwestlicher Richtung und verläuft über weitere Seen am norwegischen Morud vorbei nach Nyrud. Am Grenseneset verlässt die Grenze die Pasvikelva und verläuft nach Nordwesten bis zum Dreiländereck (norwegisch Treriksrøysa), wo sie in die Grenze zwischen Finnland und Norwegen und die Grenze zwischen Finnland und Russland übergeht. Zwei Drittel der Grenze folgen  der Pasvikelva und der Jakobselva.

## Grenzregime
Obwohl die Grenze seit 1949 den nördlichsten Abschnitt der Ostgrenze der NATO bildet und von 1955 bis 1991 Teil der Westgrenze des Warschauer Paktes war, hat es an der norwegisch-sowjetischen, seit 1991 der norwegisch-russischen Grenze zu keinem Zeitpunkt seit 1949 ein Grenzregime wie etwa an der innerdeutschen Grenze gegeben. Von russischer Seite aus gibt es eine 18 Kilometer breite Sperrzone, die man nur mit Sondergenehmigung überschreiten darf. Der offizielle Übergang ist in Storskog/Borissoglebski. Dafür ist ein Visum nötig, es sei denn, man wohnt nahe der Grenze und hat erfolgreich einen „Grenseboerbevis“ beantragt. Von norwegischer Seite aus ist es erlaubt, sich bis unmittelbar an die Grenze zu begeben. Das Befahren und Fischen in den Grenzflüssen ist auf der norwegischen Seite erlaubt, allerdings nicht jedem und nur unter bestimmten Bedingungen.
Das Grenzgebiet wird auf norwegischer Seite an vielen Stellen überwacht, auch am Dreiländereck Norwegen–Russland–Finnland, so dass etwa eine Umrundung des Grenzsteins auch dann wahrscheinlich nicht folgenlos bleibt, wenn außer dem „Grenzverletzer“ niemand physisch dort anwesend ist. Wer etwa eine Hand in russisches Hoheitsgebiet hineinhält, muss mit einer Strafe in Höhe von 8000 Kronen (ca. 770 Euro) rechnen.
Infolge des Ukrainekrieges verschärfte Norwegen die Grenzkontrollen. Ein weiterer Polizeihubschrauber wurde in der Region stationiert, um mögliche rechtswidrige Übertritte besser im Blick behalten zu können. Seit Ende September 2023 dürfen Fahrzeuge mit russischer Zulassung die Grenze nicht mehr überqueren.

## Geschichte

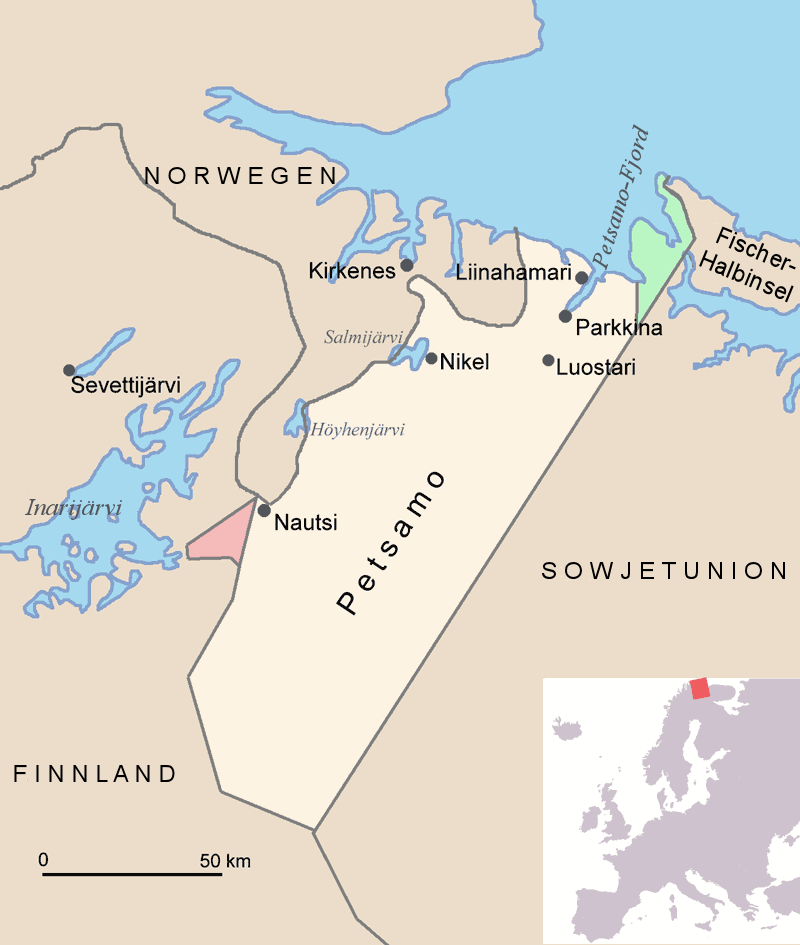
Grenzverläufe im Gebiet von Petschenga/Petsamo 1920 bis 1947

Eine administrative Grenze wurde 1326 im „Vertrag von Nowgorod“ als Mark definiert. Dabei wurde festgelegt, welche Teile der Samen von Norwegen und von der Republik Nowgorod besteuert werden könnten. Der genaue Grenzverlauf wurde 1826 durch einen Vertrag festgelegt und ist bis heute im Wesentlichen unverändert. 1920 wurde das Gebiet um Petsamo an Finnland abgetreten und die Grenze wurde Teil der finnisch-norwegischen Grenze. Somit waren Norwegen und Russland keine Nachbarn mehr. Petsamo wurde 1944 an die Sowjetunion abgetreten und die norwegisch-sowjetische Grenze wurde entsprechend festgelegt. Während des Kalten Krieges war die Grenze eine von zwei Grenzen der NATO zur UdSSR. Von 1991 bis 1999 war es die einzige Grenze zwischen Russland und der NATO. Es ist Norwegens jüngste unveränderte Grenze. Seit den 1960er Jahren gab es Uneinigkeiten über die Grenze zwischen den Ausschließlichen Wirtschaftszonen der beiden Länder, die jedoch 2010 durch ein Abgrenzungsabkommen gelöst wurden.
Am 24. Februar 2022 begannen russische Streitkräfte auf Befehl des russischen Staatspräsidenten Putin den Überfall auf die Ukraine. Norwegen hat nach den Explosionen der Nord-Stream-Pipelines weitere Maßnahmen ergriffen, um seine kritische Infrastruktur zu sichern. Ende Oktober 2022 hat es die militärische Warnstufe seiner Streitkräfte angehoben.